# كتاب الأدغال (فلم 2016)
كتاب الأدغال (بالإنجليزية: The Jungle Book) هو فيلم رسوم المتحركة ثلاثي الأبعاد أمريكي من نوع المغامرة والفنتازيا. العمل من إخراج جون فافرو، وكتابة جوستين ماركس، ومن إنتاج والت ديزني. الفيلم خليط من التصوير الحي وصور منشأة بالحاسوب. من بطولة نيل سيثي بدور ماكولي، ويضم أصوات بيل موري وبن كينغسلي وإدريس إلبا ولوبيتا نيونقو وسكارليت جوهانسون وجيانكارلو اسبوزيتو وكريستوفر واكن.
استناداً إلى أعمال روديارد كيبلينغ الجماعية التي تحمل اسمًا مستوحاة من فيلم والت ديزني لعام 1967 الذي يحمل نفس الاسم. طور فافرو وماركس والمنتج بريغهام تايلور قصة الفيلم كتوازن بين التكييف المتحرك من ديزني والأعمال الأصلية لشركة كيبلينغ، واستعار عناصر من كلاهما في الفيلم. بدأ التصوير الرئيسي في عام 2014، مع تصوير كامل في لوس أنجلوس. تطلب الفيلم استخدامًا واسعًا للصور المُولدة بالحاسوب لتصوير الحيوانات والإعدادات. صدر الفيلم في 15 أبريل 2016 في أمريكا الشمالية، وتلقى مراجعات إيجابية من النقاد، كما حقق نجاحًا تجاريًا حاسمًا، فبلغ إجمالي الأرباح أكثر من 966 مليون دولار في جميع أنحاء العالم، مما يجعلها خامس أعلى فيلم من حيث الأرباح في عام 2016 والفيلم الـ40 من حيث أعلى الأرباح على الإطلاق. فاز الفيلم بالجائزة في حفل توزيع جوائز الأوسكار التاسع والثمانين، وجوائز الاختيار الثاني والعشرين للنقد، وجوائز الأوسكار السينمائية البريطانية السبعين، وكلها للمؤثرات بصرية.

## القصة
تدور الأحداث في غابة منعزلة في الهند، وتتبع الفتى ماكولي الذي يخوض مغامرة بصحبة أصدقائه الحيوانات

## طاقم التمثيل
- نيل سيثي بدور ماوكلي.

### الأداء الصوتي
- بيل موراي بدور بالو، وهو دب كسلان يصادق ماوكلي.
- بن كينغسلي بدور باغيرا وهو نمر أسود بمثابة معلم ماوكلي وحامٍ له.
- إدريس إلبا بدور شيريخان، وهو نمر بنغالي يحمل ضغينة ضد ماوكلي.
- ليوبيتا نيونقو بدور راشكا، أنثى ذئب هي الأم المتبنية لماوكلي.
- سكارليت جوهانسون بدور كا، ثعبان ضخم.
- جيانكارلو اسبوزيتو بدور أكيلا، وهو ذئب ذكر قائد مجموعة الذئاب.
- كريستوفر والكن بدور الملك لويي، هو قرد ضخم يحكم قردة الغابة.
- غاري شاندلينج بدور إيكي.
- جون فافرو بدور فريد، وهو خنزير قزم.
- سام رايمي بدور السنجاب العملاق.

## وصلات خارجية
- الموقع الرسمي
- الموقع الرسمي
- مقالات تستعمل روابط فنية بلا صلة مع ويكي بيانات